# Légion française des combattants
Ne doit pas être confondu avec Légion étrangère ou Légion des volontaires français contre le bolchevisme.
Pour les articles homonymes, voir Légion.
La Légion française des combattants (LFC) est une organisation mise en place par le régime de Vichy et issue de la fusion forcée de l'ensemble des associations d'anciens combattants. Cette organisation a été formellement créée par la loi du 29 août 1940 par le maréchal Pétain sur proposition de Xavier Vallat. Situé à Vichy, son siège se trouve en premier lieu à l'hôtel International, avant de déménager en avril 1941 à l'hôtel de Séville.
L’État français lui assigne comme mission de « régénérer la Nation, par la vertu de l’exemple du sacrifice de 1914-1918 ». En dépit de la dissolution de leurs associations, tous les anciens combattants ne rejoignent pas la Légion.

## Contexte
Dans l'entre-deux-guerres, de multiples amicales et organisations d'anciens combattants sont créées, la plupart regroupées au sein de deux organismes, l'Union fédérale (950 000 membres) et l'Union nationale des combattants (860 000 membres). Le 12 novembre 1939, ces deux organismes tiennent un congrès commun et proposent un regroupement au sein d'une Légion des combattants français.
Après la défaite, surviennent l'armistice et la dévolution des pleins pouvoirs au maréchal Pétain. Le Parlement est mis en congé et le gouvernement de Vichy se préoccupe des moyens destinés à assurer la liaison entre le nouveau chef de l'État et l'opinion. L'idée de créer un parti unique, avancée par Marcel Déat échoue. C'est alors que Xavier Vallat, secrétaire général des Anciens combattants, reprend la proposition du 12 novembre précédent et rédige un projet de création d'un mouvement civique des combattants. Le projet est adopté sans opposition et la loi du 29 août 1940 crée la Légion française des combattants.

## Missions

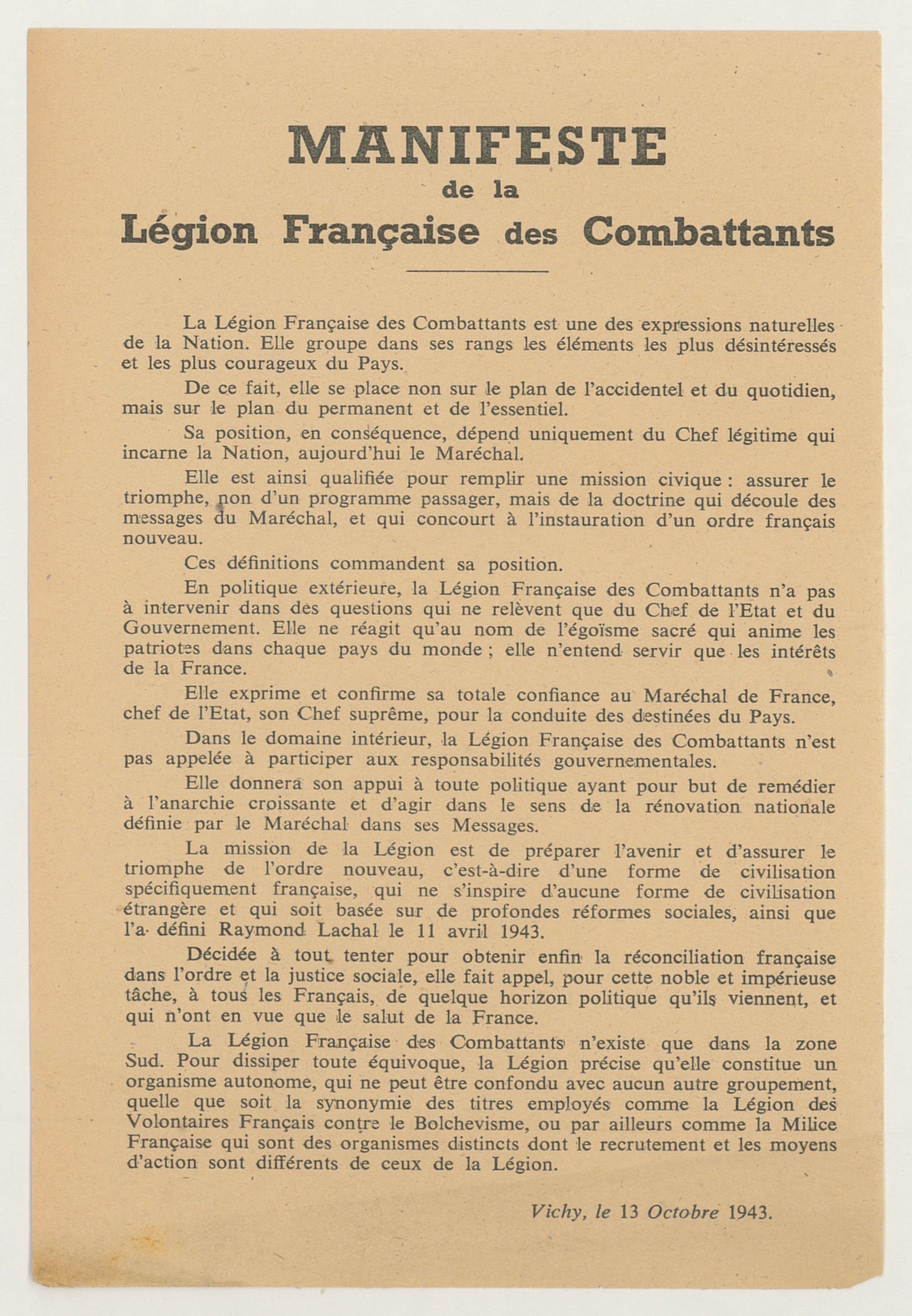
Manifeste de la Légion française des combattants.

Les missions dévolues à la Légion sont :
1. De grouper, au service du pays, tous les anciens combattants ;
2. D'organiser l'entraide combattante ;
3. D'assurer la collaboration des anciens combattants à l'œuvre des pouvoirs publics.

Toutes les autres associations sont dissoutes et leurs biens sont transférés à la Légion. L'adhésion est volontaire, mais réservée — au moins au début — aux anciens combattants, y compris les Juifs. Chaque membre est lié au maréchal par un serment prêté individuellement :

« Je jure de continuer de servir la France avec honneur comme je l'ai servie sous les armes. Je jure de consacrer  toutes mes forces à la patrie, à la famille, et au travail. je m'engage à pratiquer l'amitié et l'entraide vis-à-vis de mes camarades des deux guerres, à rester fidèle à la mémoire de ceux qui sont tombés au champ d'honneur. J'accepte librement la discipline de la Légion pour tout ce qui me sera commandé en vue de cet idéal. »

La direction nationale diffuse un mensuel le Légionnaire qui comportera 40 numéros et une revue illustrée La Légion. Le Légionnaire tirera à un million d'exemplaires en 1941.
Au sein de la LFC, Joseph Darnand met en place des services d'ordre (S.O.) départementaux à l'été 1941, en particulier  dans les Alpes-Maritimes, en Haute-Savoie et en Haute-Garonne. Le Service d'ordre légionnaire (SOL) est officiellement créé le 12 janvier 1942. Le SOL deviendra la Milice française en janvier 1943.

## Organisation (1940-1941)

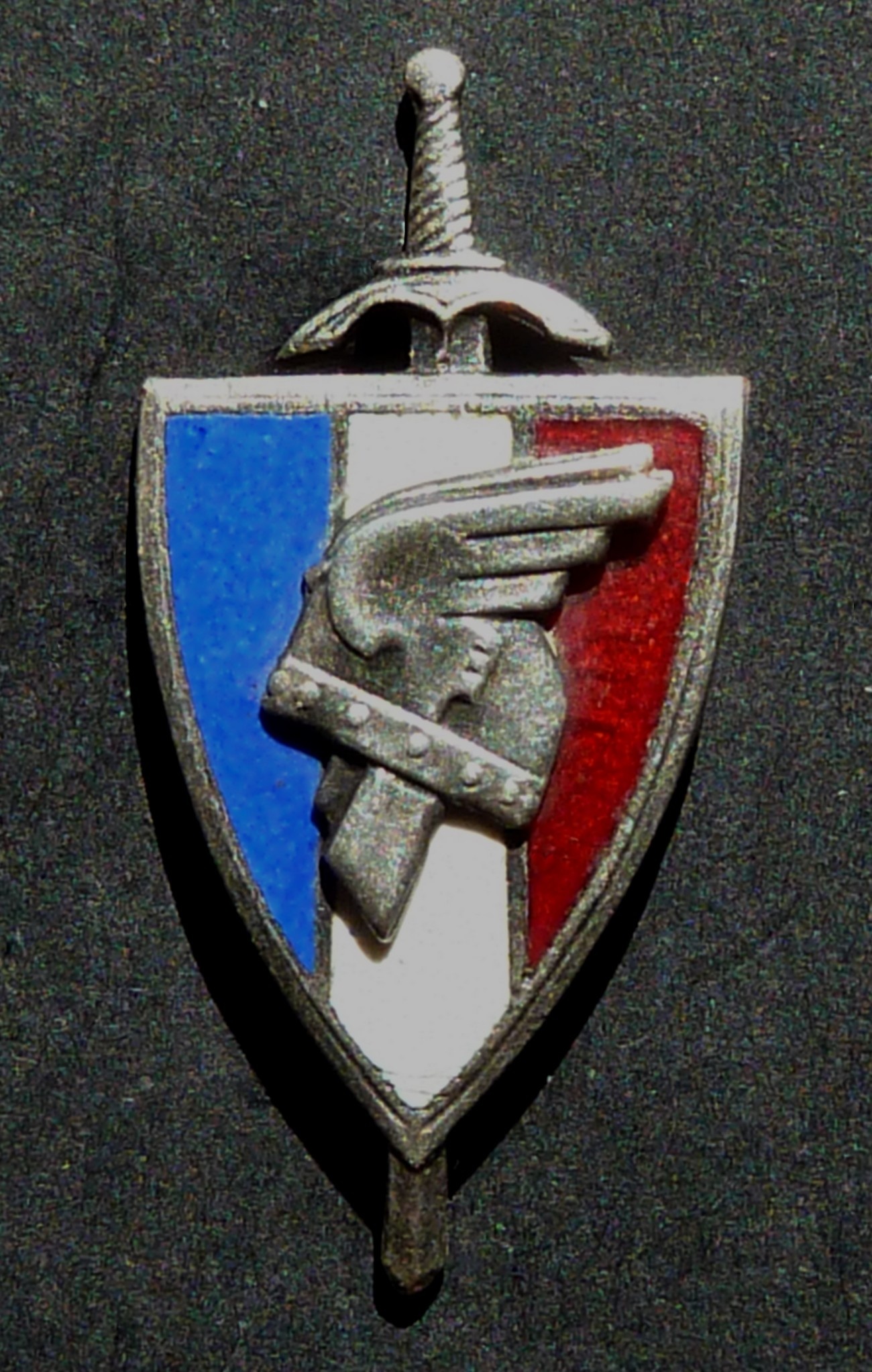
L'insigne de boutonnière, fabrication J.Decat.

La présidence est assurée par Philippe Pétain, assisté de trois vice-présidents :
- Jacques Péricard au titre de l'infanterie
- Alfred Heurtaux au titre de l'aviation
- Jacques Lapébie au titre de la marine

Le directeur général est Pierre Héricourt, assisté d'un directeur général adjoint, François Valentin. Un délégué général, Georges Loustaunau-Lacau, est chargé de la liaison entre la direction générale et les directions départementales et provinciales.
Les chefs locaux sont nommés et appointés (et non plus élus et bénévoles, comme dans les associations traditionnelles d'anciens combattants). La Légion est organisée en « sections communales », « unions départementales ». Chaque union départementale comprend une série de divisions : propagande, services civiques, services sociaux, service d'ordre ; et, à partir du printemps 1941, en « unions provinciales » rattachées à des « préfectures régionales ».
L'organisation est limitée à la zone libre, les Allemands ayant refusé son extension à la zone occupée.
Pétain continuera de patronner des réunions de légionnaires jusqu’en 1944, et déclara publiquement « penser beaucoup à la Légion ».

## Évolution

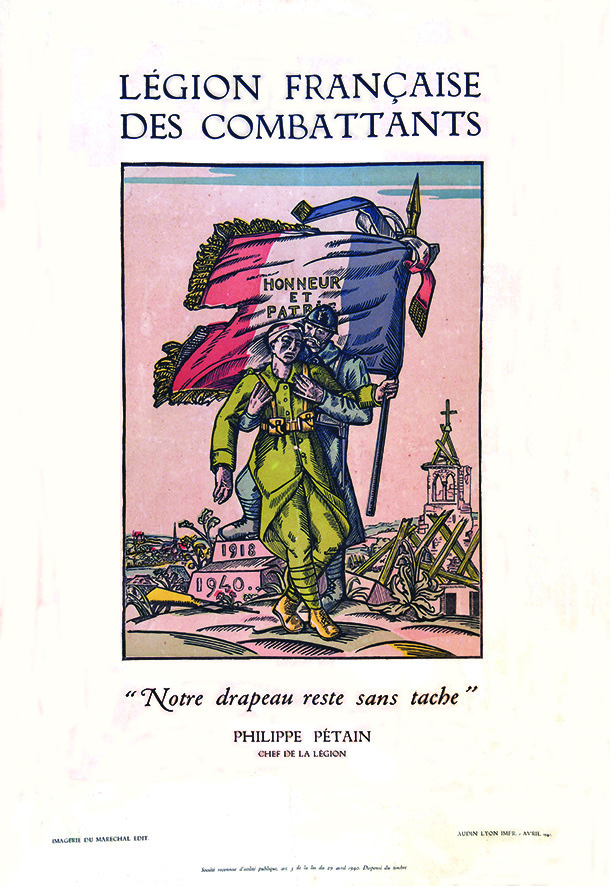
Imagerie de propagande de la Légion française des combattants : « Notre drapeau reste sans tache », 1941.

Le 8 février 1941 sont créés par une circulaire les Amis de la Légion, où sont encadrés les soutiens du régime qui sont trop jeunes pour avoir combattu en 18 ou en 40 et donc faire partie de la Légion.
En mars 1941, les Allemands refusent que Pierre Héricourt (un membre trop évident de l'Action française) dirige le mouvement, c'est ainsi que l'avocat François Valentin (directeur de cabinet de Xavier Vallat) devient le chef de la Légion.
La loi du 19 novembre 1941 transforma la Légion initiale en « Légion française des combattants et des volontaires de la Révolution nationale », de façon à y inclure les partisans du régime qui n'avaient pas combattu. L'ancien député Raymond Lachal en devient directeur général en juin 1942, succédant à François Valentin, qui rejoindra les rangs de la Résistance française. À son apogée, la LFC atteindra un chiffre de 900 000 adhérents en métropole, 500 000 outre-mer auxquels s'ajouteront 350 000 volontaires de la Révolution nationale.
En janvier 1942 est créé l'Institut national de formation légionnaire sous la direction d'Yves Urvoy où Paul Marion, Thierry Maulnier et François Perroux délivreront des cours.
De cette légion ont émergé successivement deux formations : 
- En janvier 1942, le Service d'ordre légionnaire (SOL) créé par Joseph Darnand, rattaché à la Légion, mais avec une forte autonomie ; ses 18 000 militants constitueront le vivier de la Milice française[15].
- En janvier 1943, la Milice française, créée à partir du SOL, sous l'autorité virtuelle de Laval mais réelle de Darnand. À la fois parti politique et service de renseignement (le « Deuxième Service »), c'est une armée de 5 000 hommes, la Franc Garde. De janvier à août 1944, la Milice prend le contrôle des organisations préfectorale, judiciaire, policière et carcérale.

Dès lors, la LFC voit ses effectifs se réduire peu à peu. Dépassée par ses éléments actifs (SOL puis Milice), désorientée par les événements de novembre 1942 et par l'éviction de son directeur Valentin, la LFC va vivoter avant de disparaître en août 1944.

## Insignes

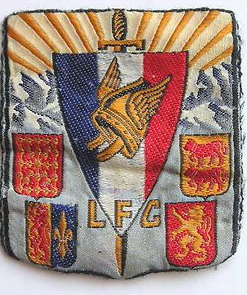
Insigne de l'union provinciale sud-ouest.
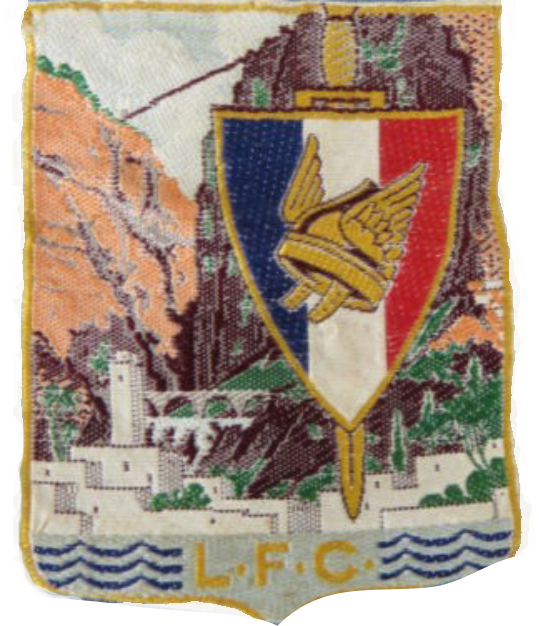
Insigne de la LFC d'AFN ?
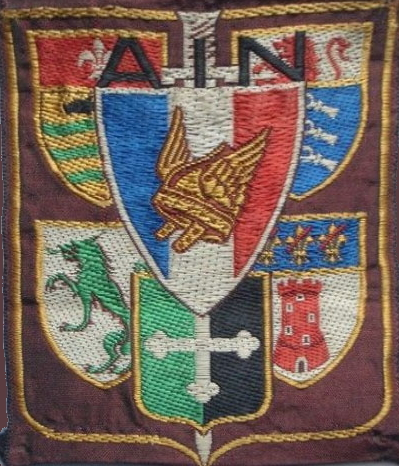
Insigne de la LFC de l'Ain.
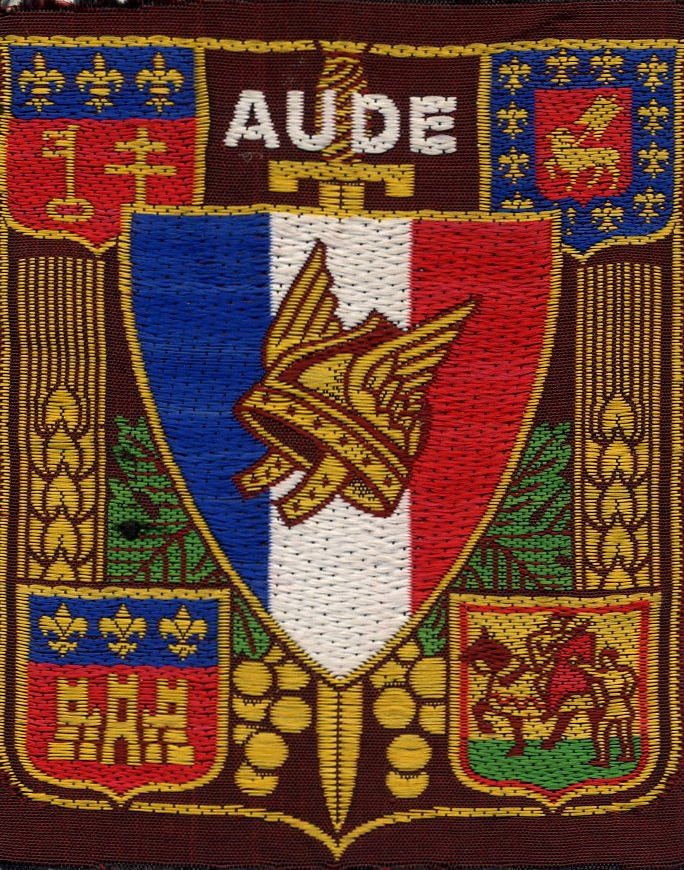
Insigne de la LFC de l'Aude.
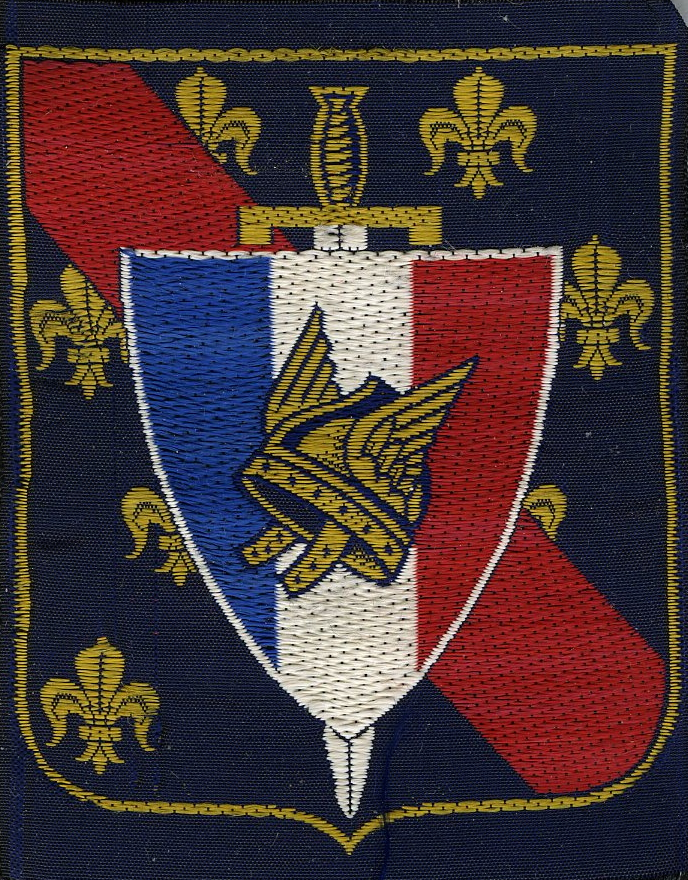
Insigne de la LFC du Bourbonnais.
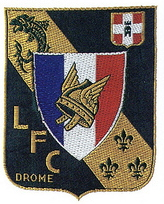
Insigne de la LFC de la Drôme (Volontaires de la Révolution nationale).
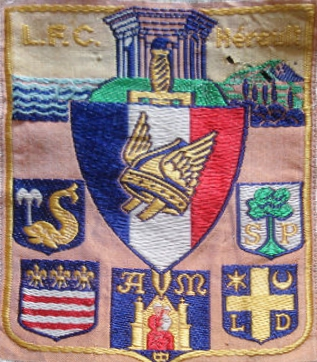
Insigne de la LFC de l'Hérault.
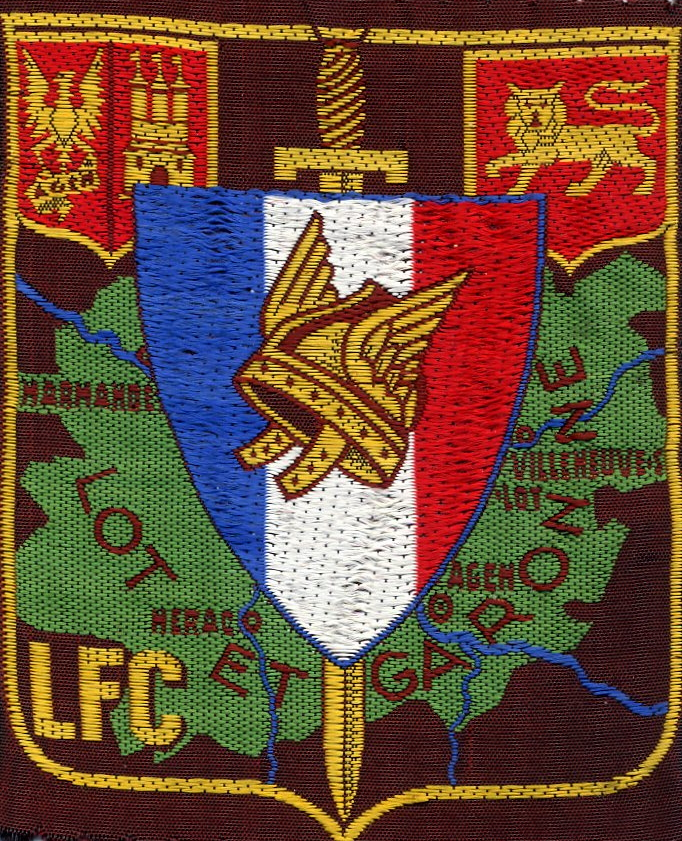
Insigne de la LFC de Lot-et-Garonne.
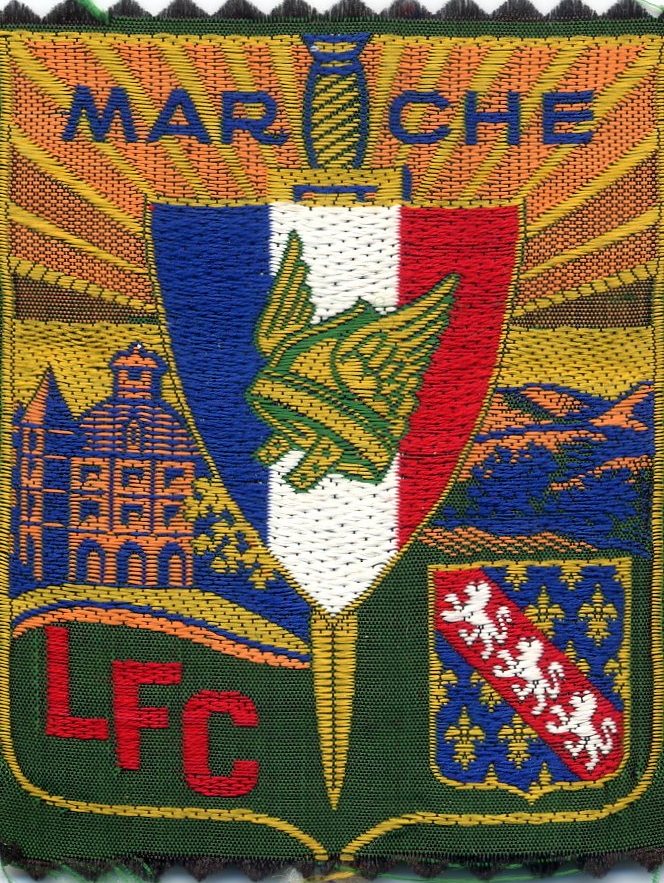
Insigne de la LFC de la Marche.
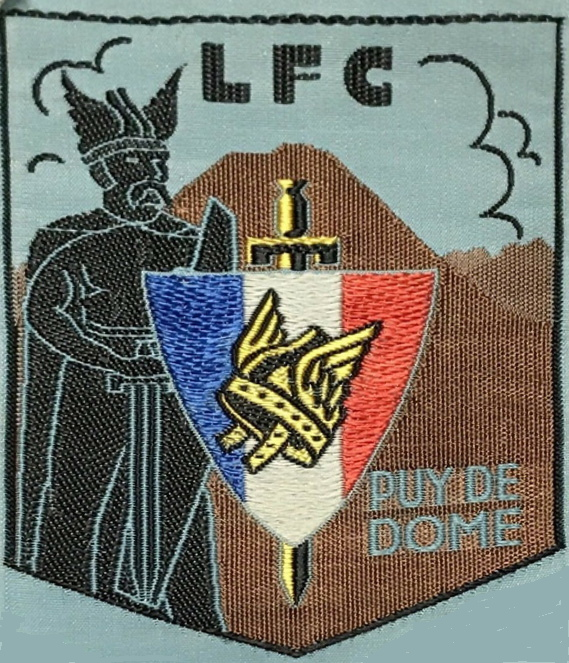
Insigne de la LFC du Puy de Dôme.
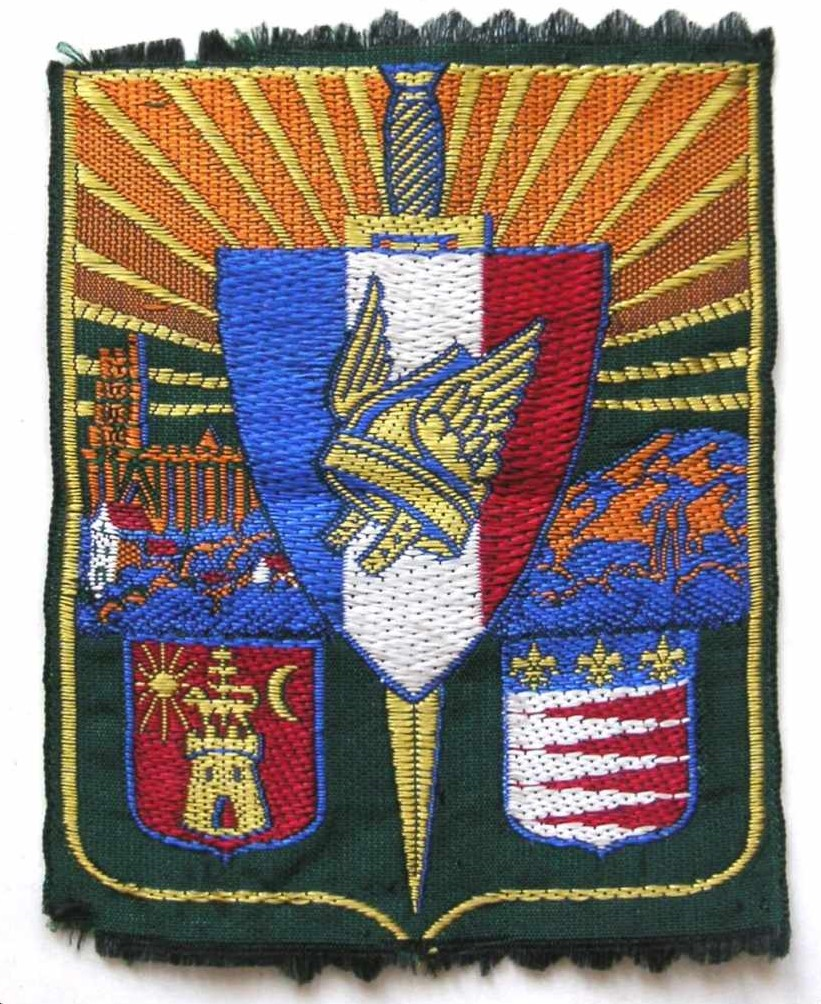
Insigne de la LFC du Tarn